# Bentley 8 Litre
De Bentley 8 Litre is een grote luxeauto van het Britse automerk Bentley die van 1930 tot 1932 geproduceerd werd. De auto's bestonden uit een rollend chassis met daarop een carrosserie die Bentley van verschillende carrosseriebouwers aanbood. De 8 Litre was het laatste volledig nieuwe model van Bentley vóór het bedrijf failliet ging en overgenomen werd door Rolls-Royce Limited.

## Ontwerp

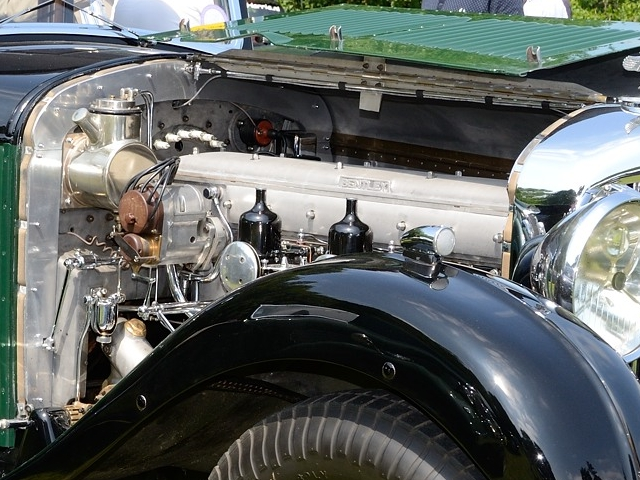
De 8-liter zes-in-lijnmotor

Het chassis van de Bentley 8 Litre woog 1678 kg en was leverbaar met een korte wielbasis van 3658 mm of een lange wielbasis van 3962 mm. Afhankelijk van de gekozen carrosserie kon het totaalgewicht oplopen tot twee ton.
De 7983 cc zes-in-lijnmotor met dubbele ontsteking en vier kleppen per cilinder had een motorvermogen van 164 kW (220 pk). Zelfs met een zware carrosserie werd een topsnelheid van meer dan 160 km/u bereikt. Het vermogen werd via een handgeschakelde vierversnellingsbak naar de achterwielen overgebracht. De auto had voor- en achteraan starre assen op longitudinale bladveren en was voorzien van bekrachtigde trommelremmen op alle wielen.

## Productie
De eerste Bentley 8 Litre werd in oktober 1930 geregistreerd, de laatste in december 1932. Er zijn in totaal 100 exemplaren gebouwd, waarvan 35 met korte wielbasis. Na het faillissement van Bentley en de overname door Rolls-Royce in 1931 werd de Bentley 8 Litre door Rolls-Royce  geschrapt omdat de auto een te grote concurrent was voor zijn eigen Phantom II.
Een kwart van de wagens werd van een carrosserie voorzien door H. J. Mulliner & Co., de overige carrosserieën werden geleverd door Thrupp & Maberly, Gurney Nutting en Freestone & Webb. Bij veel exemplaren werd de originele carrosserie nadien vervangen door een replica toerwagencarrosserie.

## Fotogalerij

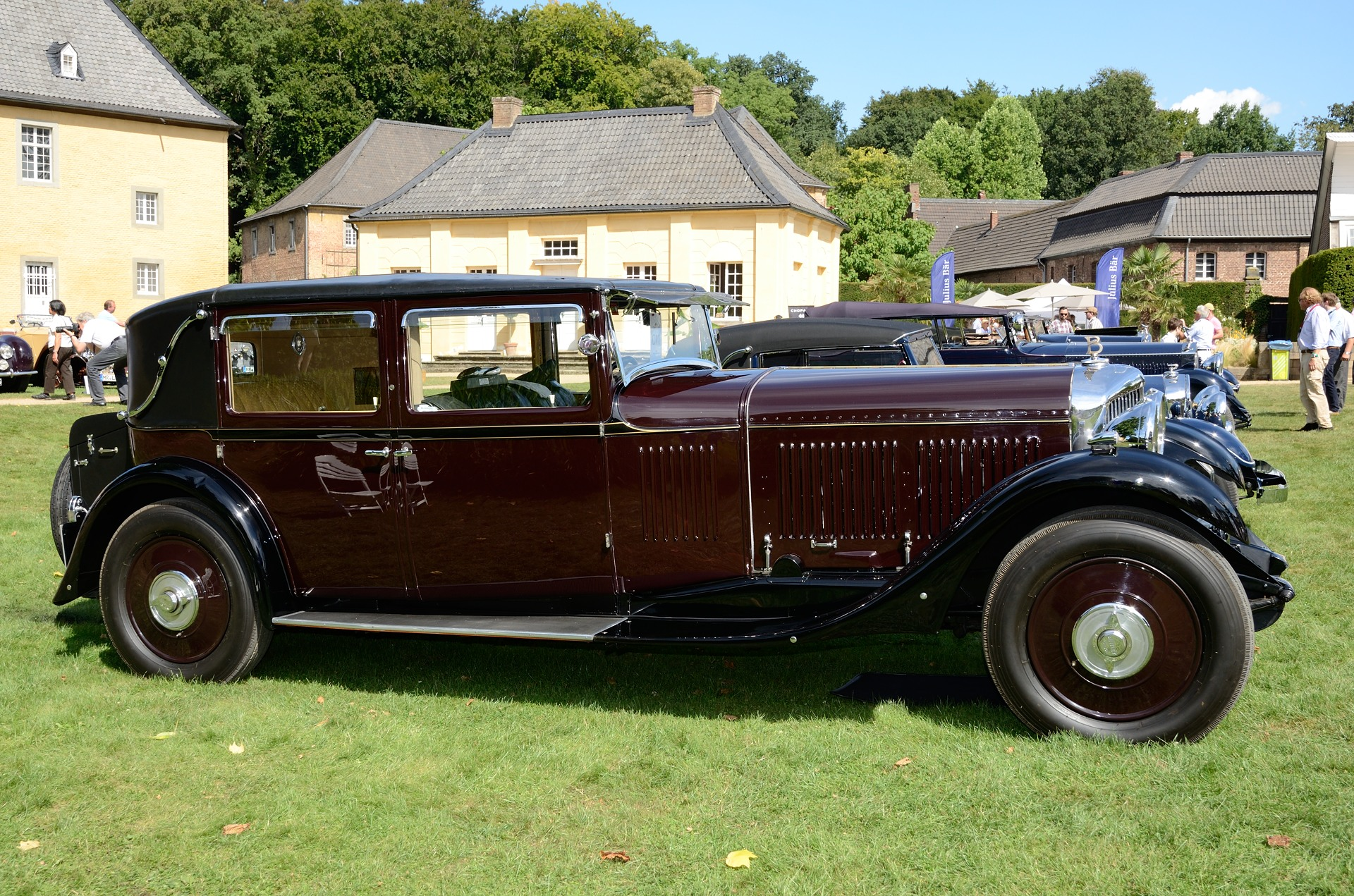
Bentley 8 Litre met een Weymann carrosserie van Mulliner (1930)
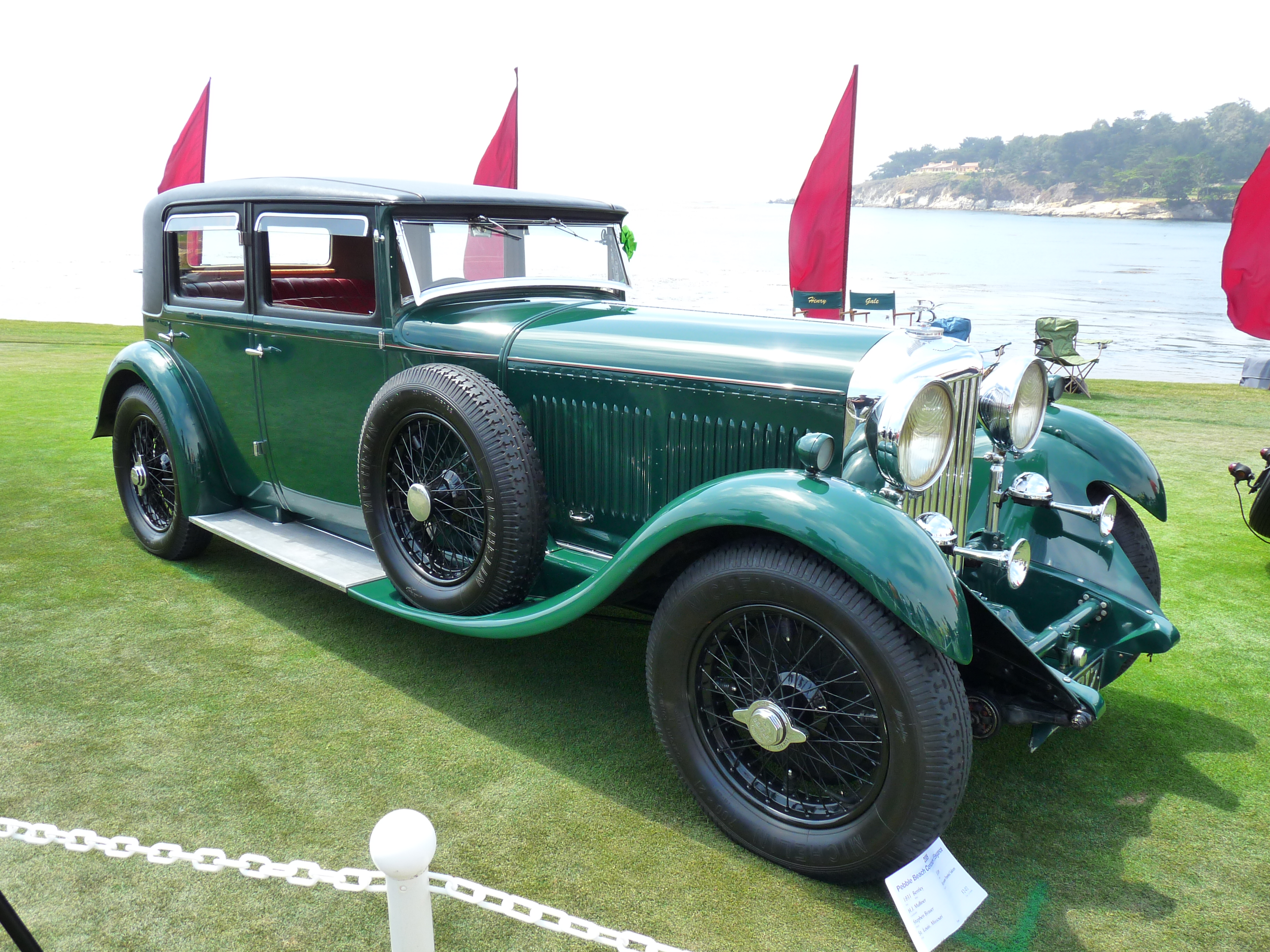
Bentley 8 Litre met een carrosserie van Vanden Plas (1931)
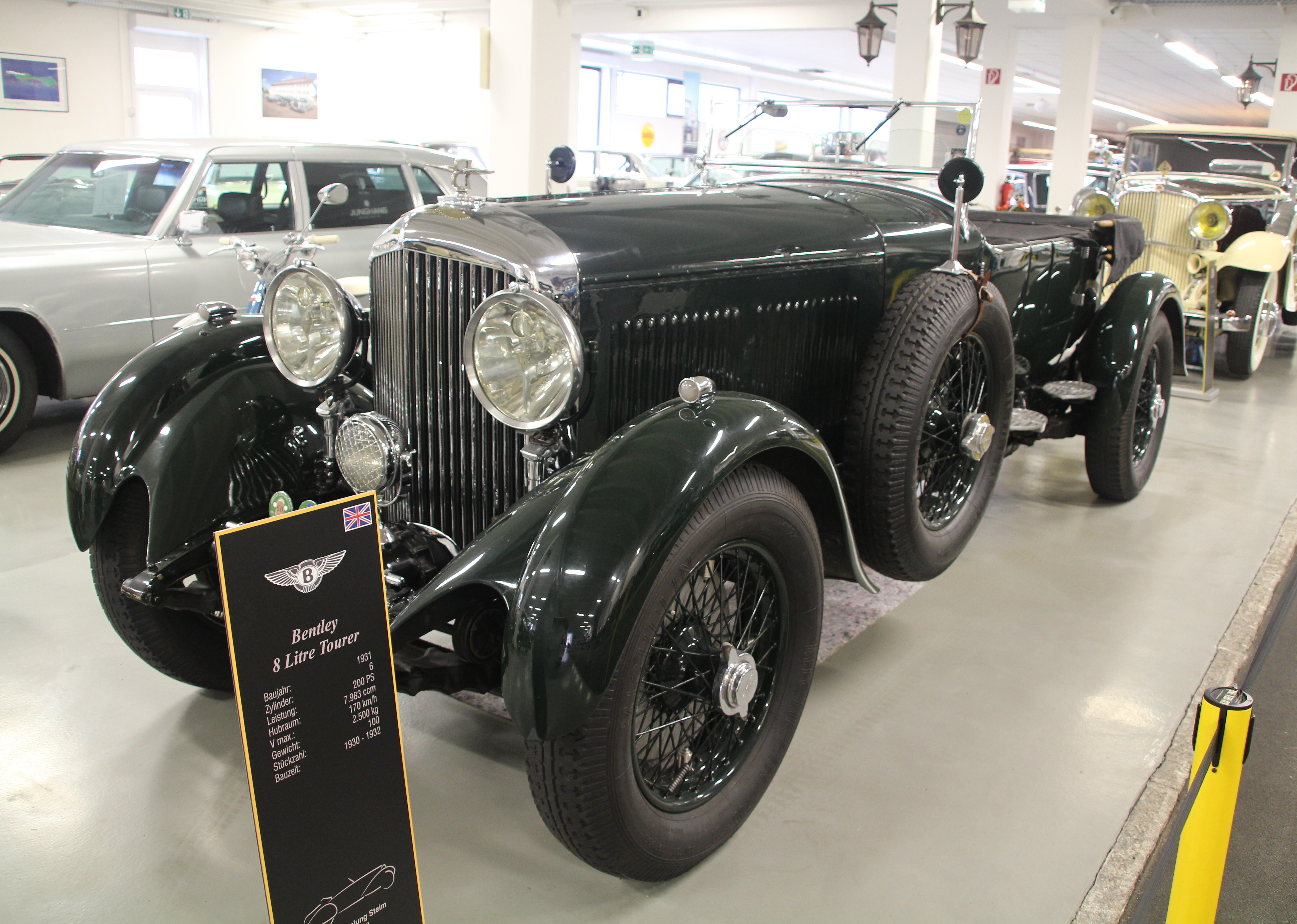
Bentley 8 Litre toerwagen (1931)
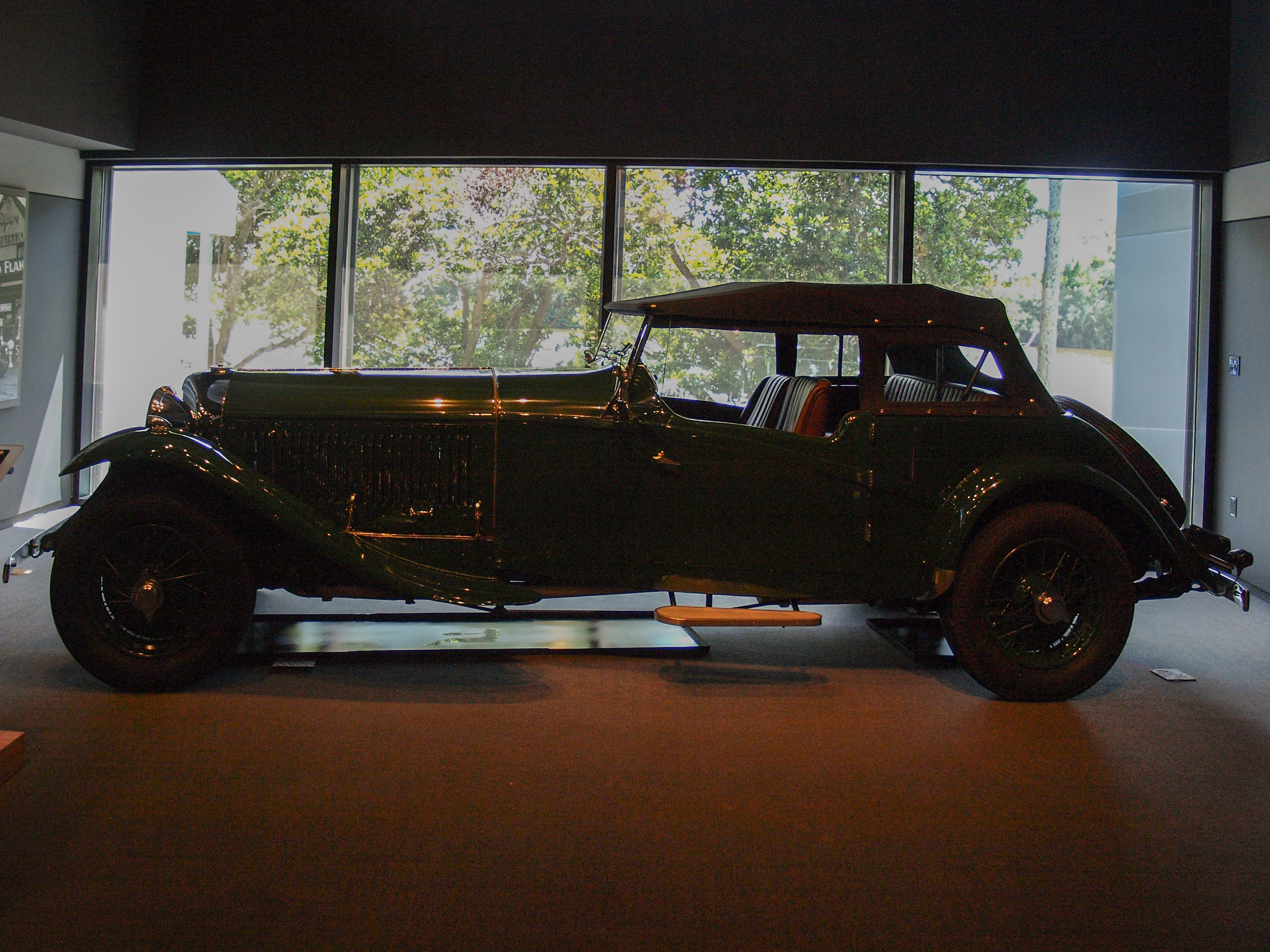
Bentley 8 Litre met een carrosserie van Corsica (1932)
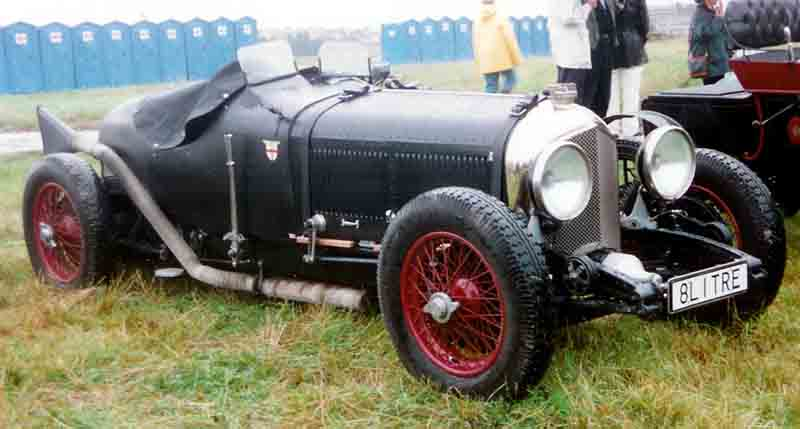
Bentley 8 Liter tweezitter met korte wielbasis (1932)